# Banda-Ndele
Das Banda-ndele ist eine ubangische Sprache aus der Sprachgruppe der Banda-Sprachen, die in der Zentralafrikanischen Republik und im Südsudan gesprochen wird.

## Klassifikation
Das Banda-ndele ist Teil der ubangischen Untergruppe, die früher zur Sprachgruppe der Adamawa-Ubangi-Sprachen aus der Sprachfamilie der Niger-Kongo-Sprachen zugeordnet wurde.
Die Sprache ist eines der Banda-Idiome. Einige Sprecher betrachten es, um es zu qualifizieren, als Dialekt.